# U.S. National Championships 1938
Gli U.S. National Championships 1938 (conosciuti oggi come US Open) sono stati la 58ª edizione degli U.S. National Championships e quarta prova stagionale dello Slam per il 1938. I tornei di singolare si sono disputati al West Side Tennis Club nel quartiere di Forest Hills di New York, quelli di doppio al Longwood Cricket Club di Chestnut Hill, negli Stati Uniti.
Il singolare maschile è stato vinto dallo statunitense Don Budge, che si è imposto sul connazionale Gene Mako in quattro set col punteggio di 6–3, 6–8, 6–2, 6–1. Il singolare femminile è stato vinto dalla statunitense Alice Marble, che ha battuto in finale l'australiana Nancye Wynne Bolton. Nel doppio maschile si sono imposti Don Budge e Gene Mako. Nel doppio femminile hanno trionfato Sarah Palfrey Cooke e Alice Marble. Nel doppio misto la vittoria è andata a Alice Marble, in coppia con Don Budge.

## Seniors

### Singolare maschile
Don Budge ha battuto in finale  Gene Mako con il punteggio di 6–3, 6–8, 6–2, 6–1.

### Singolare femminile
Alice Marble ha battuto in finale  Nancye Wynne Bolton con il punteggio di 6–0, 6–3.

### Doppio maschile
Don Budge /  Gene Mako hanno battuto in finale  Adrian Quist /  John Bromwich con il punteggio di 6–3, 6–2, 6–1.

### Doppio femminile
Sarah Palfrey Cooke /  Alice Marble hanno battuto in finale  Simonne Mathieu /  Jadwiga Jędrzejowska con il punteggio di 6–8, 6–4, 6–3.

### Doppio misto
Alice Marble /  Don Budge hanno battuto in finale  Thelma Coyne /  John Bromwich con il punteggio di 6–1, 6–2.